# Wilkau-Haßlau

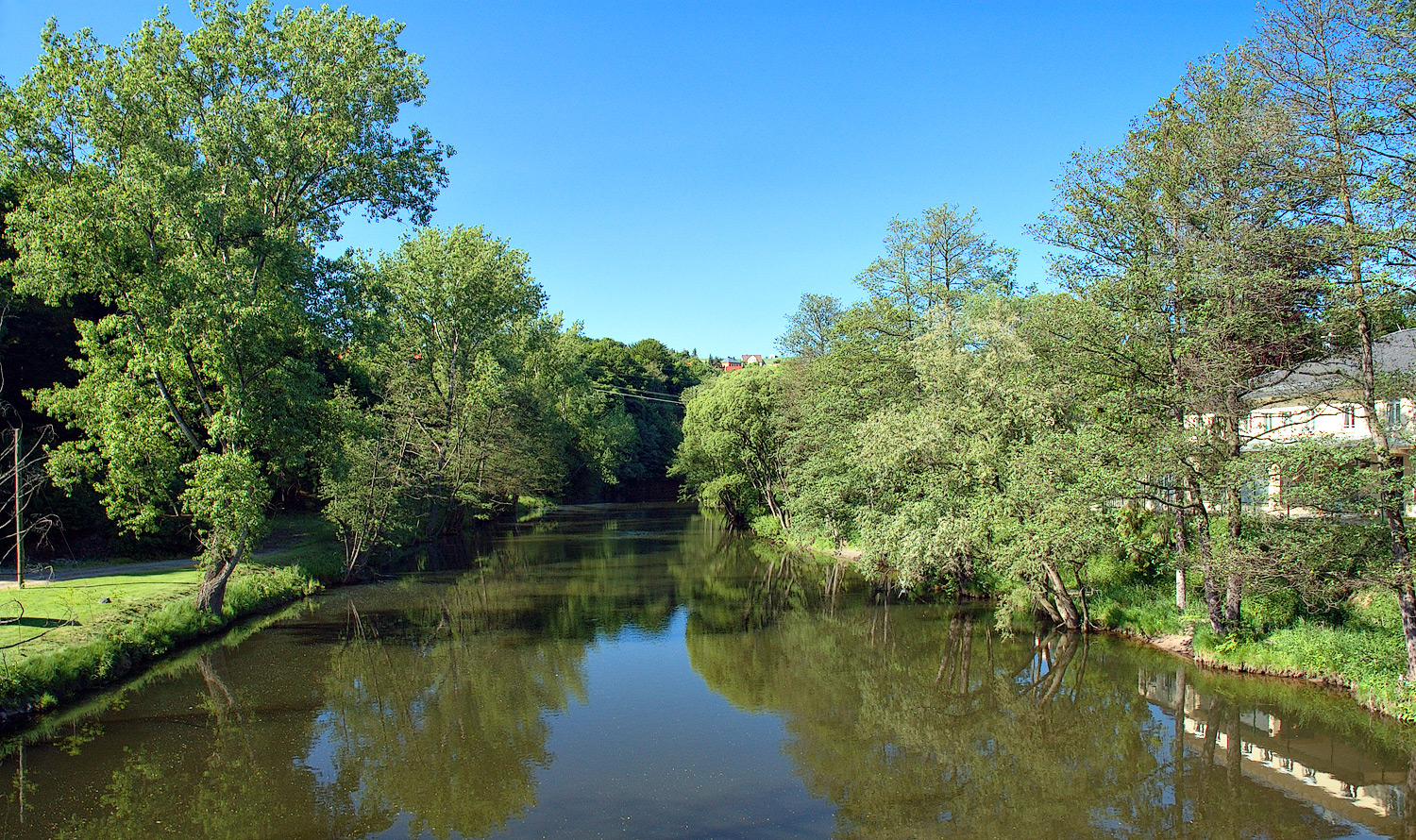
Zwickauer Mulde

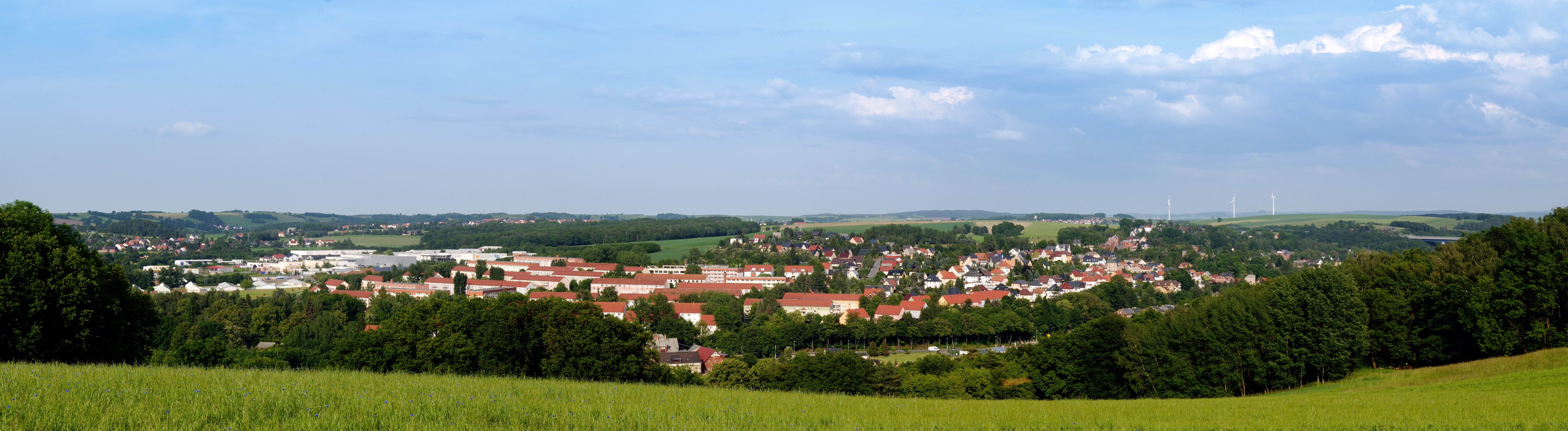
Panorama-Aufnahme

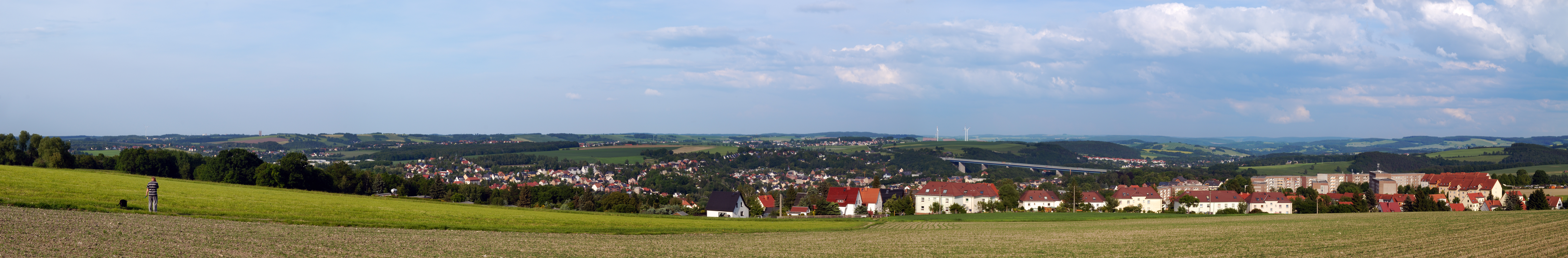
Panorama-Aufnahme

Wilkau-Haßlau ist eine Kleinstadt im Landkreis Zwickau in Sachsen. Sie hat etwa 10.000 Einwohner.

## Geographie

### Geographische Lage

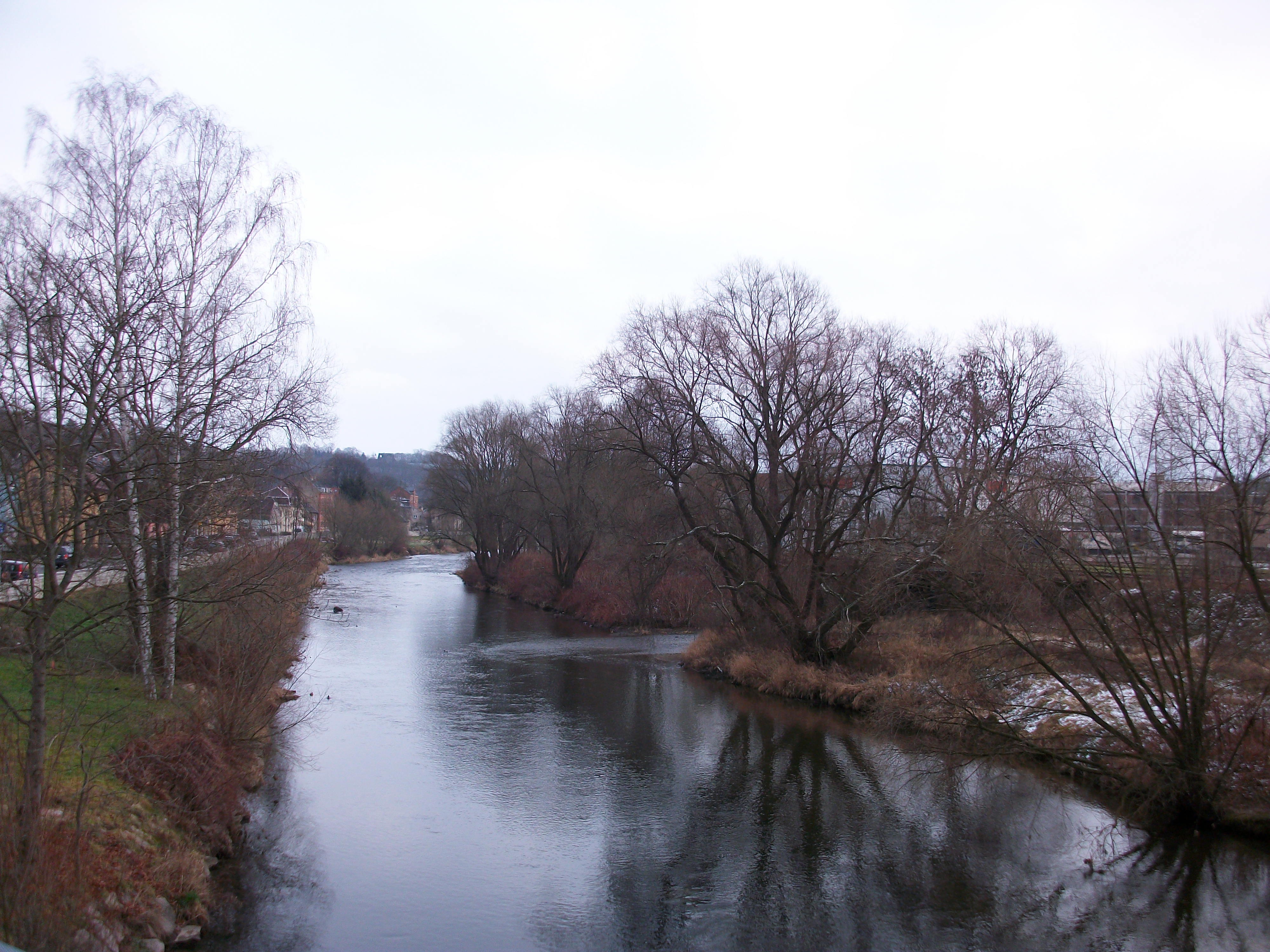
Zwickauer Mulde mit Mündung des Rödelbachs (rechts)

Die Stadt liegt am Fuß des Erzgebirges, in einem Talkessel, etwa 6 km südlich von Zwickau und wird durch die Zwickauer Mulde und den Rödelbach geteilt. Links der Mulde befinden sich die ehemaligen Gemeinden Haara, Neuhaara, Culitzsch und Wilkau, rechts des Flusses Oberhaßlau, Niederhaßlau, Silberstraße und Rosenthal, sowie der erst in den letzten Jahrzehnten besiedelte Sandberg, welcher aus der Gemeindeteilung des Ortes Bockwa hervorging.

### Nachbargemeinden
| Stadt Zwickau       |                                             | Gemeinde Reinsdorf |
|                     | Kompassrose, die auf Nachbargemeinden zeigt | Stadt Wildenfels   |
| Gemeinde Hirschfeld | Stadt Kirchberg                             |                    |

## Geschichte
1279 wurde Niederhaßlau (die niedere Hasel-Aue) erstmals urkundlich als ein zur Grafschaft Hartenstein gehörendes Vasallengut im Besitz des Reichsgrafen Meinher III., Burggraf zu Meißen aus dem Geschlecht der Meinheringer, erwähnt. 1332 war der spätere Jägerhof (ab 1625) das wichtigste Gebäude von Niederhaßlau.
Das kleine Dorf Wilkau wurde 1439 erstmals urkundlich erwähnt. Sein Name ist slawischen Ursprungs und beinhaltet das Wort für Wolf (vgl. Wappen). Im Jahr 1670 gab es im Ort lediglich 12 Begüterte und sieben Häusler. 1850 zählte Wilkau rund 200 Einwohner. Wilkau gehörte zum Amt Zwickau.
Nach Beginn des industriellen Steinkohlenbergbaus im Zwickauer Steinkohlenrevier und dem Aufschwung der Eisenindustrie durch die Königin-Marien-Hütte im benachbarten Cainsdorf, in deren Folge die Kammgarnspinnerei Heinrich Dietel entstand, stieg die Einwohnerzahl Wilkaus bis 1900 auf etwa 8000. Die erste sächsische Schmalspurbahn wurde 1881 für die Strecke von Wilkau nach Kirchberg errichtet.
Die Stadt Wilkau-Haßlau entstand am 1. Mai 1934 durch den Zusammenschluss von Wilkau und Niederhaßlau.
Während des Zweiten Weltkriegs mussten hunderte Frauen und Männer aus von Deutschland okkupierten Ländern Zwangsarbeit leisten, zu der sie in Holzpantinen täglich in Zwickauer Rüstungsbetriebe marschierten. Als die US-Truppen Mitte April 1945 vor der Stadt standen, verhinderte der Arzt Dr. Kalle, dass die Stadt gewaltsam eingenommen wurde, indem er Panzersperren abbrechen ließ und die Sprengung der Muldenbrücke verhinderte.

### Schulgeschichte
Niederhaßlau/Haßlau
- 1843 Erwerb eines Bauplatzes für ein Schulhaus am Kommunikationsweg nach Vielau (seit 1910 Kirchstraße)
- 1845 Bau des ersten Schulhauses mit Türmchen in Niederhaßlau. Türmchen und Glocke wurden durch freiwillige Gaben aufgebracht; das Gebäude musste aufgrund rasant steigender Schülerzahlen 1853 und 1859 erweitert werden. Bis 1845 mussten die Schulkinder nach Vielau in die Schule gehen.
- 1870–1871 Bau des zweiten Niederhaßlauer Schulhauses (alte Schule, heute Grundschule und Hort)
- 1895 sofort nach Ostern wurde das erste Schulhaus aus dem Jahre 1845 abgebrochen und mit dem Bau des dritten Niederhaßlauer Schulhauses (neue Schule) begonnen, welches 1900 und 1904 erweitert werden musste. Dieses Schulhaus, ab 1945 die Dittesschule nach Friedrich Dittes, wurde bis 2005 als Mittelschule genutzt.
- 1968 Einweihung der Polytechnischen Oberschule „Karl Marx“ mit Turnhalle im Wohngebiet Sandberg, ab 1993 Gymnasium „Am Sandberg“
- 2008 im Juli beginnt der Umbau der Dittesschule zu einer modernen behindertengerechten Grundschule
- 2010 am 9. August erfolgte die feierliche Einweihung der Dittes-Grundschule

Wilkau
- 1853 erstes Schulhaus, vorher mussten die Schulkinder nach Culitzsch in die Schule gehen.
- zweites Schulhaus, das sogenannte Frankenhäusel, in der heutigen Schulstraße
- 1884 Anbau an zweites Schulhaus
- 1889–1890 Bau Schulhaus B, welches 1897–1898 erweitert wurde, ab 1945 die Pestalozzischule, das Gebäude wurde 1998 abgebrochen
- 1996–1997 Ersatzneubau der Pestalozzi-Mittelschule
- 1990 im November Einweihung der Oberschule IV Wilkau-Haßlau, die 1992 in „Comenius Grundschule“ umbenannt wurde und ab dem Schuljahr 1992/1993 als zwei- bis dreizügige Grundschule geführt wird, mit Klassen zur Förderung von Kindern mit Lese- und Rechtschreibschwäche
- 2017 Einweihung der umfassend sanierten Comenius Grundschule am 3. März (nach Auslagerung der Schüler 2015/2016)

Oberhaßlau/Silberstraße
- 1864 erstes eigenes Schulhaus, vorher mussten die Schulkinder nach Vielau in die Schule gehen
- 1968 wurde die Grundschule geschlossen

Culitzsch
- 1560 Bau des ersten Schulhauses, welches später bei einem Brand vernichtet wurde
- 1861 Bau einer neuen Schule gemeinsam mit Wilkau, die ebenfalls abbrannte
- 1771 erneuter Schulhausbau
- 1900 Bau einer neuen Schule, das Gebäude wird seit 1981 nicht mehr als Schulhaus genutzt. Ein speziell gegründeter Verein bemüht sich um den Erhalt des Gebäudes. Die Immobilie wurde im Jahre 2013 an privat verkauft.[3]

### Eingemeindungen

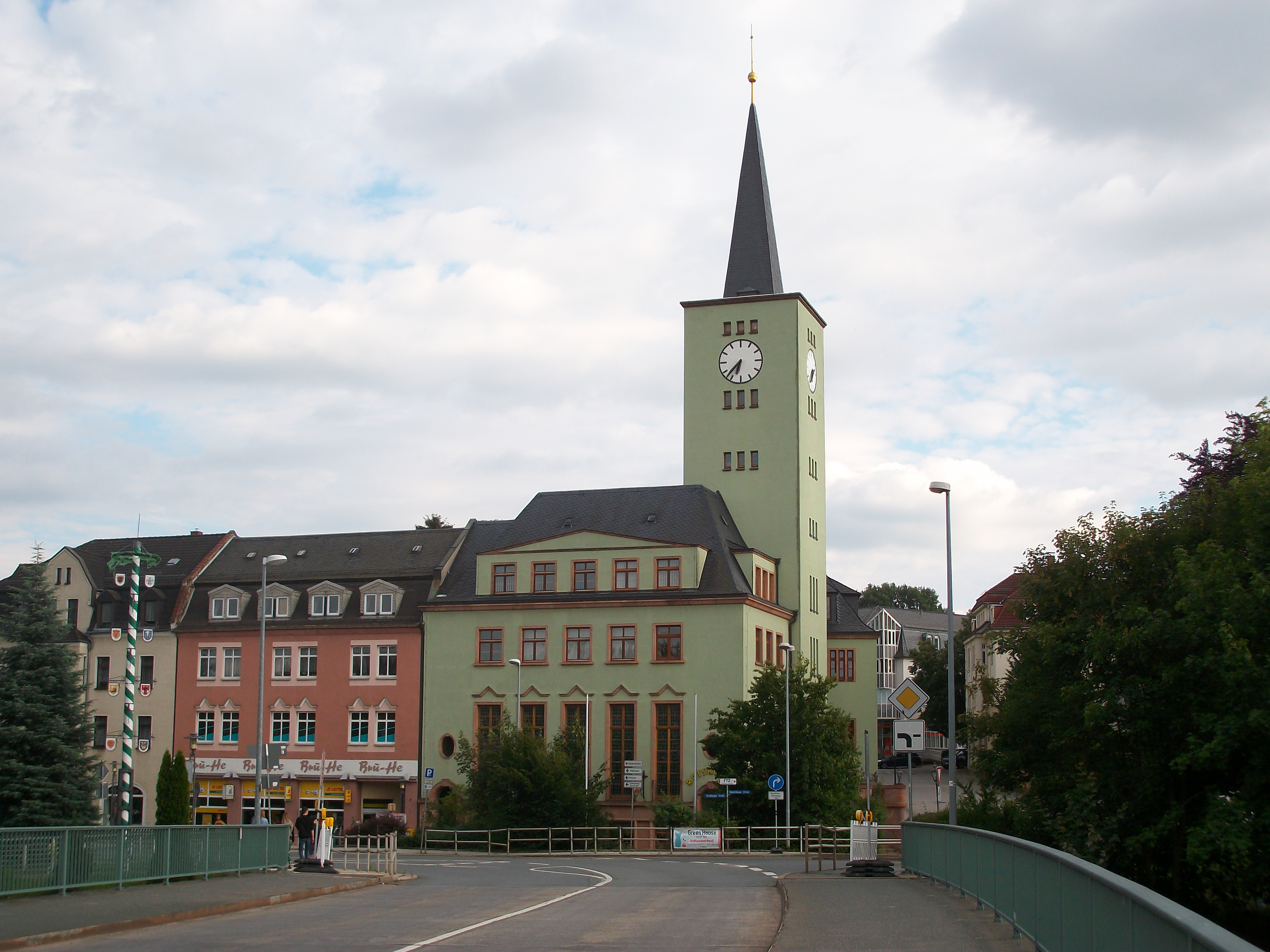
Rathaus Wilkau-Haßlau

Zum 1. Oktober 1924 wurde das Dorf Haara in die damals eigenständige Gemeinde Wilkau eingegliedert. Am 8. Februar 1910 erfolgte der Anschluss vom Dorf Rosenthal an die Gemeinde Niederhaßlau.
Als nächster Höhepunkt in der Entwicklung von Wilkau-Haßlau war am 1. Mai 1934 die Vereinigung der Gemeinden Niederhaßlau und Wilkau zur Stadt Wilkau-Haßlau.
Eine Gemeindeteilung des Ortes Bockwa 1939 zwischen Zwickau und Wilkau-Haßlau brachte einen weiteren Ortsteil.
Zuletzt wurden am 1. Januar 1999 Culitzsch und Silberstraße durch eine Gemeindegebietsreform in die Stadt eingemeindet.

### Einwohnerentwicklung
Entwicklung der Einwohnerzahl: 1
| - 1934 - 13.465 - 1946 – 13.455 2 - 1950 – 14.917 3 - 1955 - 14.338 - 1960 – 13.826 - 1965 - 14.429 - 1971 - 13.778 4 |  | - 1975 - 12.540 - 1980 - 12.076 - 1984 – 11.108 - 1985 - 10.810 - 1990 - 10.157 - 1998 – 12.639 - 1999 – 12.565 |  | - 2000 – 12.404 - 2001 – 12.273 - 2002 – 12.102 - 2003 – 11.977 - 2004 – 11.907 - 2007 – 11.448 - 2008 – 11.304 |  | - 2009 – 11.127 - 2012 – 10.397 - 2013 – 10.244 - 2018 – 9.784 - 2019 – 9.656 - 2023 – 9.461 - 2024 - 9.599 5 |

### Gedenkstätten

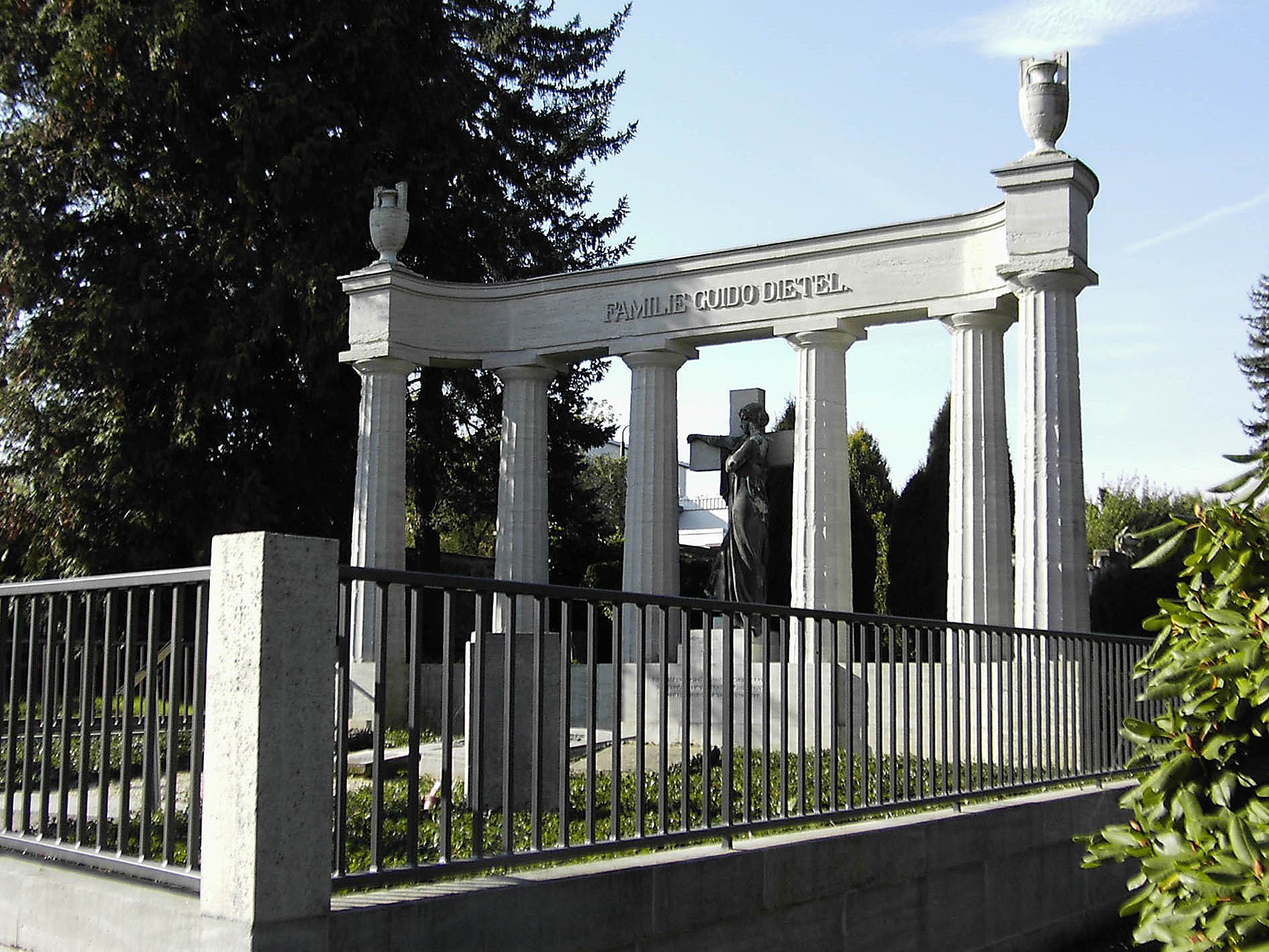
Grabstätte der Fabrikantenfamilie Dietel

Eine Grabstätte mit Holzsäule als Gedenkzeichen auf dem Wilkauer Friedhof erinnert an die sozialdemokratische, später kommunistische Hitlergegnerin Liesel Stark, die nach Zuchthaus und Haft im KZ Ravensbrück an den Folgen der Haft starb.
Eine im Jahr 2008 sanierte Grabstätte auf dem Friedhof in Wilkau erinnert an die einflussreiche Fabrikanten- und Stifterfamilie Dietel.
Weiterhin sind auf den Friedhöfen Culitzsch, Wilkau, Haßlau und an der Bergstraße in Silberstraße Gedenkstätten für die Opfer der beiden Weltkriege errichtet. Eine weitere Gedenktafel für die Opfer des Ersten Weltkriegs ist im Feuerwehrhaus Wilkau-Haßlau angebracht.

## Politik

### Stadtrat
Seit der Stadtratswahl am 9. Juni 2024 verteilen sich die 17 Sitze des Stadtrates folgendermaßen auf die einzelnen Gruppierungen:
- CDU: 6 Sitze
- AfD: 6 Sitze
- BSW: 1 Sitz (ein Sitz bleibt mangels Kandidaten unbesetzt)
- LINKE: 1 Sitz
- Freie Wählervereinigung Culitzsch-Wilkau (FWCW): 2 Sitze
- SPD: 1 Sitz

| Stadtrat ab 2024Insgesamt 17 Sitze - BSW: 1 - Linke: 1 - SPD: 1 - C-W: 2 - CDU: 6 - AfD: 6 Das BSW kann einen Sitz nicht besetzen. Der Stadtrat verkleinert sich entsprechend. | Liste                                          | 2024   | 2024   | 2019   | 2019   | 2014   | 2014   |
| Stadtrat ab 2024Insgesamt 17 Sitze - BSW: 1 - Linke: 1 - SPD: 1 - C-W: 2 - CDU: 6 - AfD: 6 Das BSW kann einen Sitz nicht besetzen. Der Stadtrat verkleinert sich entsprechend. | Liste                                          | Sitze  | in %   | Sitze  | in %   | Sitze  | in %   |
| Stadtrat ab 2024Insgesamt 17 Sitze - BSW: 1 - Linke: 1 - SPD: 1 - C-W: 2 - CDU: 6 - AfD: 6 Das BSW kann einen Sitz nicht besetzen. Der Stadtrat verkleinert sich entsprechend. | CDU                                            | 6      | 34,2   | 7      | 33,5   | 9      | 43,4   |
| Stadtrat ab 2024Insgesamt 17 Sitze - BSW: 1 - Linke: 1 - SPD: 1 - C-W: 2 - CDU: 6 - AfD: 6 Das BSW kann einen Sitz nicht besetzen. Der Stadtrat verkleinert sich entsprechend. | AfD                                            | 6      | 33,7   | 5      | 21,0   | –      | –      |
| Stadtrat ab 2024Insgesamt 17 Sitze - BSW: 1 - Linke: 1 - SPD: 1 - C-W: 2 - CDU: 6 - AfD: 6 Das BSW kann einen Sitz nicht besetzen. Der Stadtrat verkleinert sich entsprechend. | BSW                                            | 1      | 12,4   | –      | –      | –      | –      |
| Stadtrat ab 2024Insgesamt 17 Sitze - BSW: 1 - Linke: 1 - SPD: 1 - C-W: 2 - CDU: 6 - AfD: 6 Das BSW kann einen Sitz nicht besetzen. Der Stadtrat verkleinert sich entsprechend. | Freie Wählervereinigung Culitzsch-Wilkau e. V. | 2      | 8,8    | 1      | 8,2    | 1      | 8,7    |
| Stadtrat ab 2024Insgesamt 17 Sitze - BSW: 1 - Linke: 1 - SPD: 1 - C-W: 2 - CDU: 6 - AfD: 6 Das BSW kann einen Sitz nicht besetzen. Der Stadtrat verkleinert sich entsprechend. | Linke                                          | 1      | 4,2    | 2      | 12,3   | 4      | 22,3   |
| Stadtrat ab 2024Insgesamt 17 Sitze - BSW: 1 - Linke: 1 - SPD: 1 - C-W: 2 - CDU: 6 - AfD: 6 Das BSW kann einen Sitz nicht besetzen. Der Stadtrat verkleinert sich entsprechend. | SPD                                            | 1      | 4,1    | –      | 3,5    | 1      | 4,8    |
| Stadtrat ab 2024Insgesamt 17 Sitze - BSW: 1 - Linke: 1 - SPD: 1 - C-W: 2 - CDU: 6 - AfD: 6 Das BSW kann einen Sitz nicht besetzen. Der Stadtrat verkleinert sich entsprechend. | FDP                                            | –      | 2,7    | 1      | 8,2    | 1      | 8,5    |
| Stadtrat ab 2024Insgesamt 17 Sitze - BSW: 1 - Linke: 1 - SPD: 1 - C-W: 2 - CDU: 6 - AfD: 6 Das BSW kann einen Sitz nicht besetzen. Der Stadtrat verkleinert sich entsprechend. | Dorfclub Silberstraße e. V.                    | –      | –      | 1      | 8,2    | 2      | 9,1    |
| Stadtrat ab 2024Insgesamt 17 Sitze - BSW: 1 - Linke: 1 - SPD: 1 - C-W: 2 - CDU: 6 - AfD: 6 Das BSW kann einen Sitz nicht besetzen. Der Stadtrat verkleinert sich entsprechend. | Grüne                                          | –      | –      | 1      | 5,1    | –      | 3,2    |
| Stadtrat ab 2024Insgesamt 17 Sitze - BSW: 1 - Linke: 1 - SPD: 1 - C-W: 2 - CDU: 6 - AfD: 6 Das BSW kann einen Sitz nicht besetzen. Der Stadtrat verkleinert sich entsprechend. | Wahlbeteiligung                                | 65,7 % | 65,7 % | 56,5 % | 56,5 % | 42,3 % | 42,3 % |

### Bürgermeister
- 1945–1948: Walter Lang
- 1948–1955: Bernhard Robert Hauschild
- 1956–1978: Rudolf Reichel
- 1978–1990: Horst Tautenhahn
- 1990–2005: Frank Lange (CDU; * 9. September 1940, † 7. März 2024)[11]
- Seit 1. Oktober 2005: Stefan Feustel (CDU)

Stefan Feustel wurde 2012 und 2019 als Bürgermeister im Amt bestätigt.
| Wahl | Bürgermeister  | Vorschlag | Wahlergebnis (in %) |
| ---- | -------------- | --------- | ------------------- |
| 2019 | Stefan Feustel | CDU       | 85,4                |
| 2012 | Stefan Feustel | CDU       | 94,2                |
| 2005 | Stefan Feustel | CDU       | 47,8                |
| 2001 | Frank Lange    | CDU       | 71,3                |

### Städtepartnerschaften
- Griesheim in Deutschland
- Bar-le-Duc in Frankreich
- Gyönk in Ungarn

## Bauwerke und Sehenswürdigkeiten

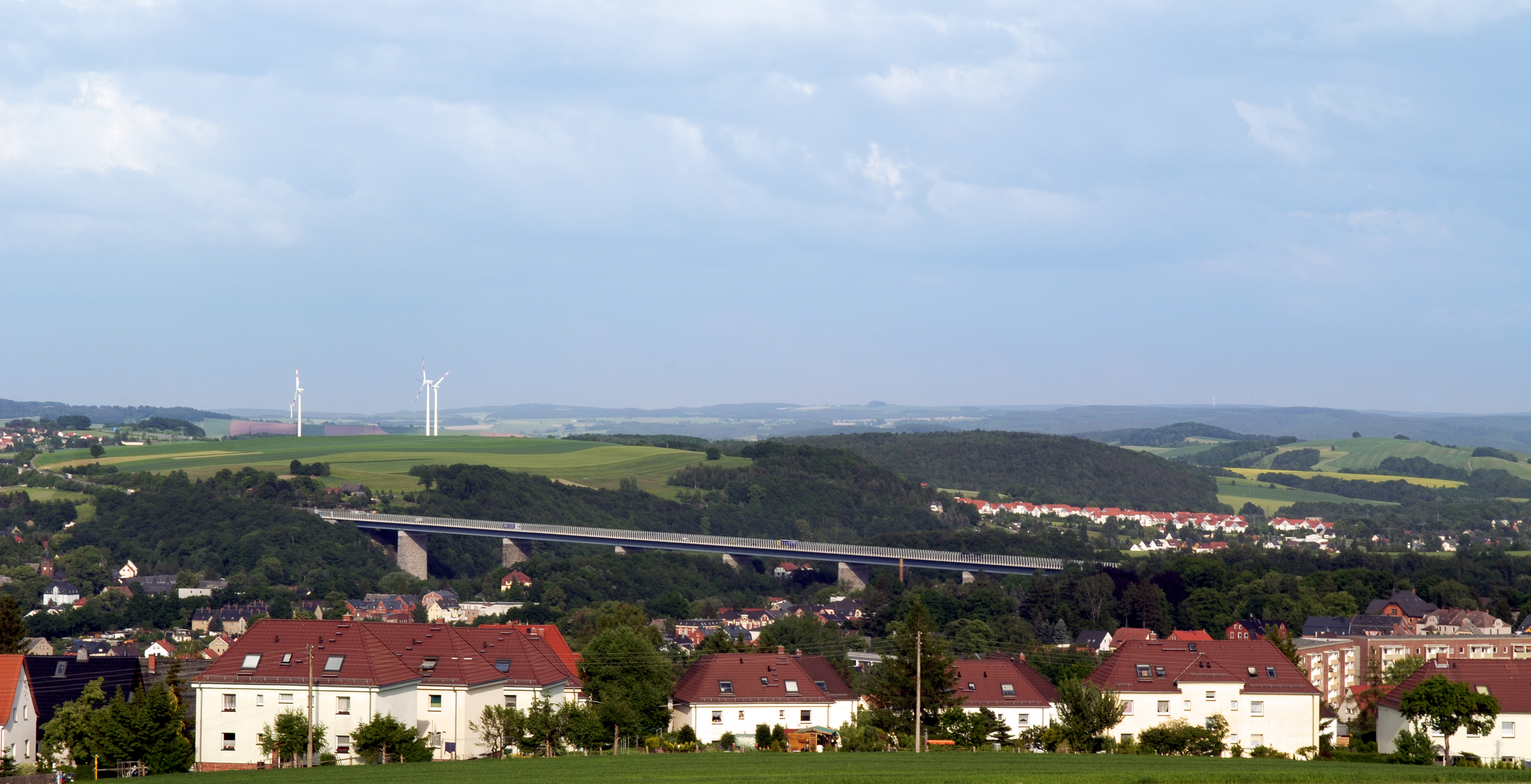
Talbrücke der Bundesautobahn 72

Das Ortsbild wird von der zweitlängsten Autobahnbrücke Sachsens bestimmt, die die Täler der Zwickauer Mulde und des Rödelbaches überspannt. Sie ist 671 m lang und bis zu 55 m hoch. Bis zum Jahr 2005 war sie die längste Autobahnbrücke Sachsens.
Das heutige Hotel „Schützenhaus“ wurde in den 1970er Jahren als Kreiskulturhaus „Ernst Thälmann“ errichtet.
Seit 17. Juni 2005 verbindet der so genannte WiHa-dukt die beiden Ortsteile Wilkau und Haßlau miteinander. Diese Fußgängerbrücke ist 145 m lang, 5,30 Meter breit, der Pylon hat eine Höhe von 34 m. Von der Hängebrücke gibt es auch eine Anbindung über Treppe und Fahrstuhl an den darunter liegenden Haltepunkt, der am 4. Mai 2007 eingeweiht wurde. Der Name WiHa-dukt leitet sich von Viadukt ab und soll bedeuten: Wilkau Haßlau – damit uns keiner trennt.

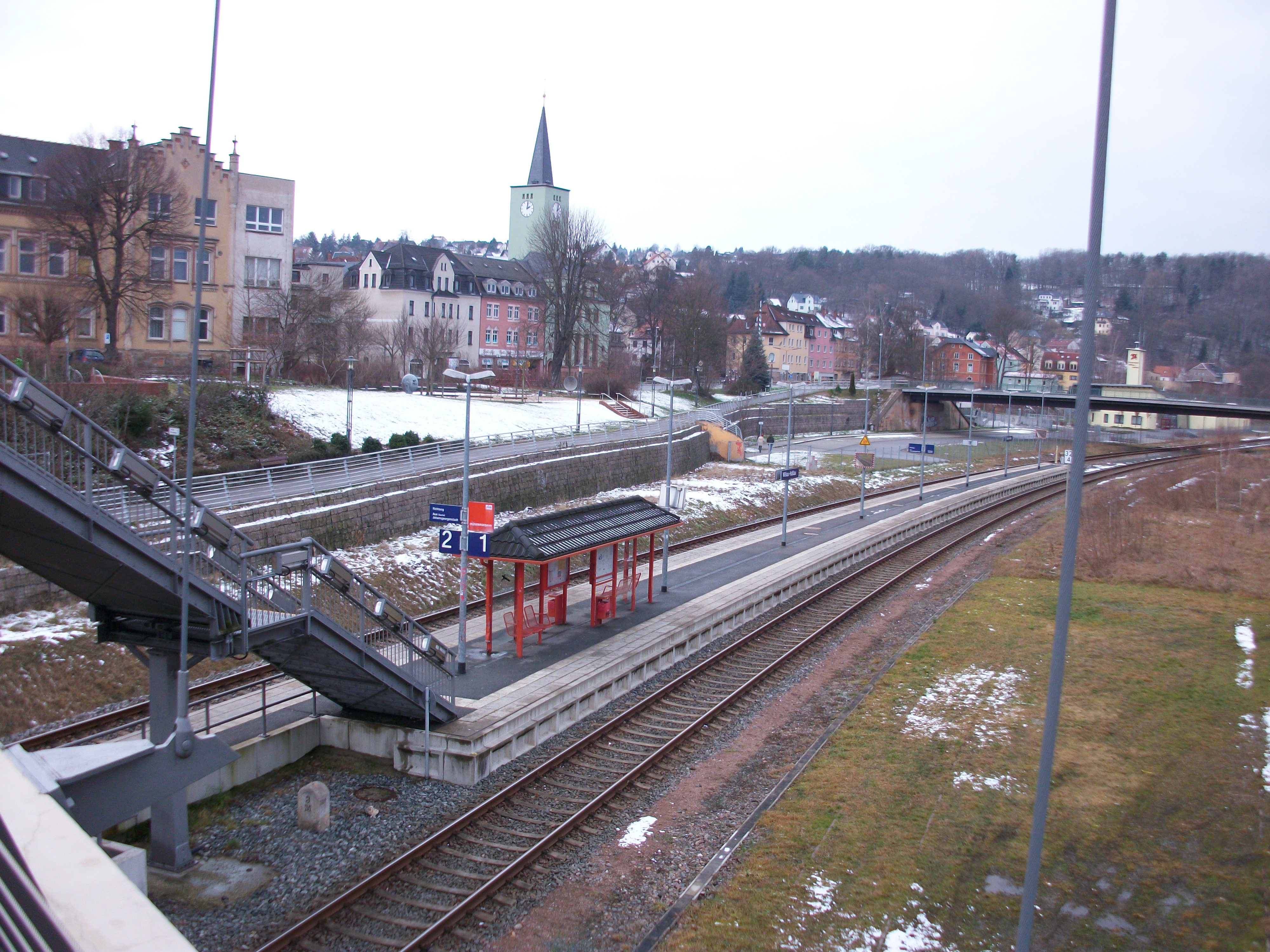
Haltepunkt Wilkau-Haßlau vom WiHa-dukt aus gesehen (2016)

Seit 2018 existiert im Ortsteil Culitzsch ein Oldtimermuseum.
Siehe auch
- Liste der Kulturdenkmale in Wilkau-Haßlau
- Liste der Naturdenkmale in Wilkau-Haßlau

## Wasserspiele
In Wilkau-Haßlau befinden sich ein Springbrunnen am Alten Markt, zwischen Schützenhaus und Musikpavillon, sowie der defekte Brunnen „De Spinn“ am Neuen Markt, der zurzeit mit einer Bepflanzung versehen ist.

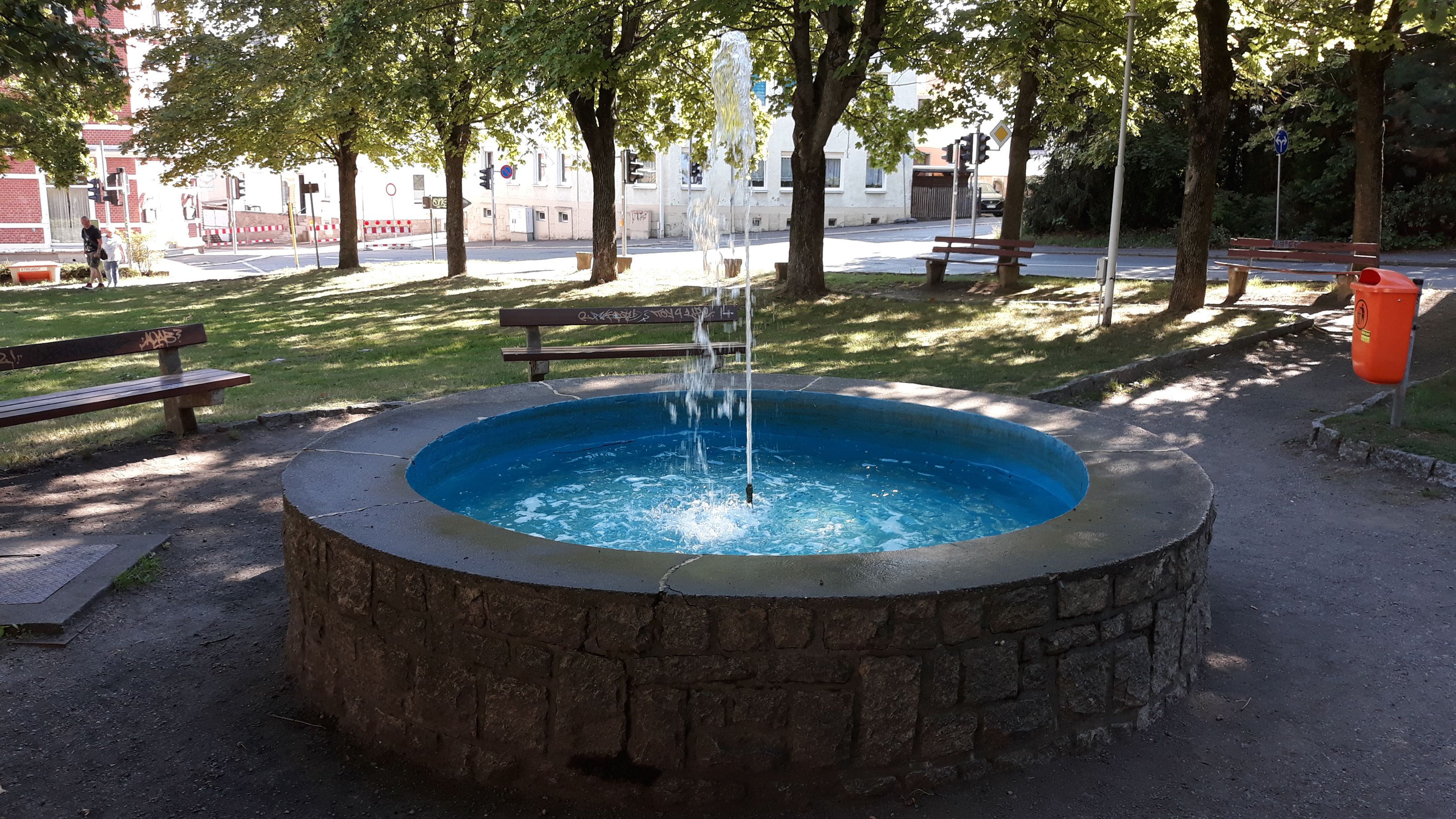
Springbrunnen am Alten Markt
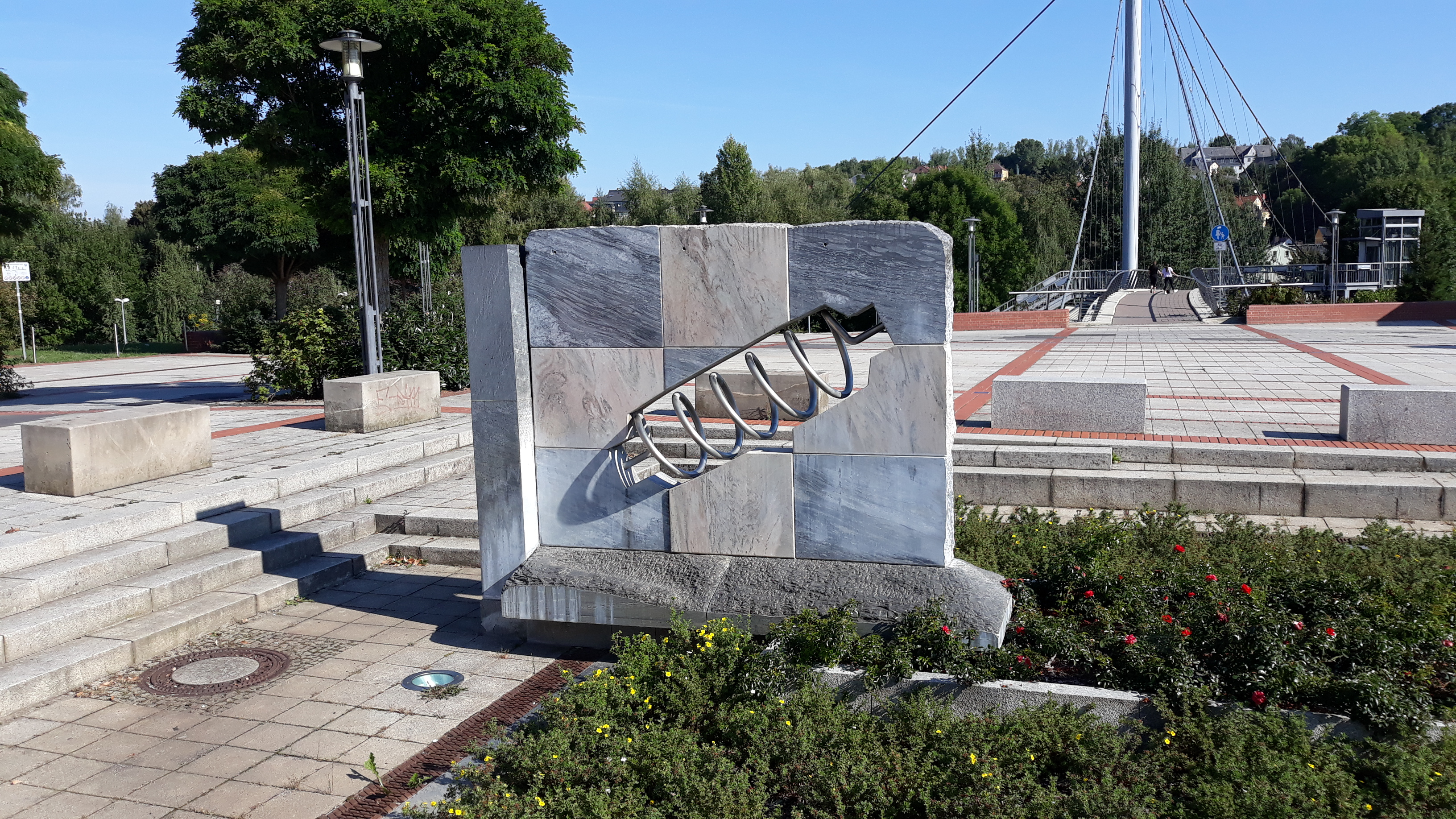
„De Spinn“

## Verkehr

### Eisenbahn
Am Haltepunkt Wilkau-Haßlau besteht Anschluss an die Bahnstrecke Zwickau–Schwarzenberg der Erzgebirgsbahn. Bis 1973 verkehrte ab hier auch die Schmalspurbahn Wilkau-Haßlau–Carlsfeld.
Seit dem 4. Mai 2007 trägt ein Triebwagen der Erzgebirgsbahn den Namen „Wilkau-Haßlau“.

### Busverkehr
Die Regionalverkehrsbetriebe Westsachsen (RVW) betreiben seit 1997 eine Stadtbuslinie. Seit 2019 wird diese als TaktBus vermarktet, verkehrt auch am Wochenende und bedient unter anderem die zwei Ortsteile Silberstraße und Culitzsch.
Auch die Städtische Verkehrsbetriebe Zwickau bedienen mit der Linie 10 Wilkau-Haßlau in einem festen Takt, am Wochenende auch mit der Linie 13.
Außerdem verkehren Regionalbuslinien nach Zwickau, Kirchberg, Bärenwalde, Weißbach und Aue.

## Wirtschaft
In DDR-Zeiten waren im Ort Kammgarnspinnereien, die Süßwaren-, Papier- und Möbelindustrie präsent. Die Produktion des VEB Süßwarenfabrik Wesa Wilkau-Haßlau (bis 1990 im Kombinat Süßwaren) wurde von 1990 bis 2020 als Standort der Firma Haribo (mit Werksverkauf) fortgeführt. Im Jahr 2023 wurden die Haribo Fabrikgebäude an eine Logistikfirma verkauft, die zuvor bereits Lagerräume auf dem Gelände genutzt hatte.

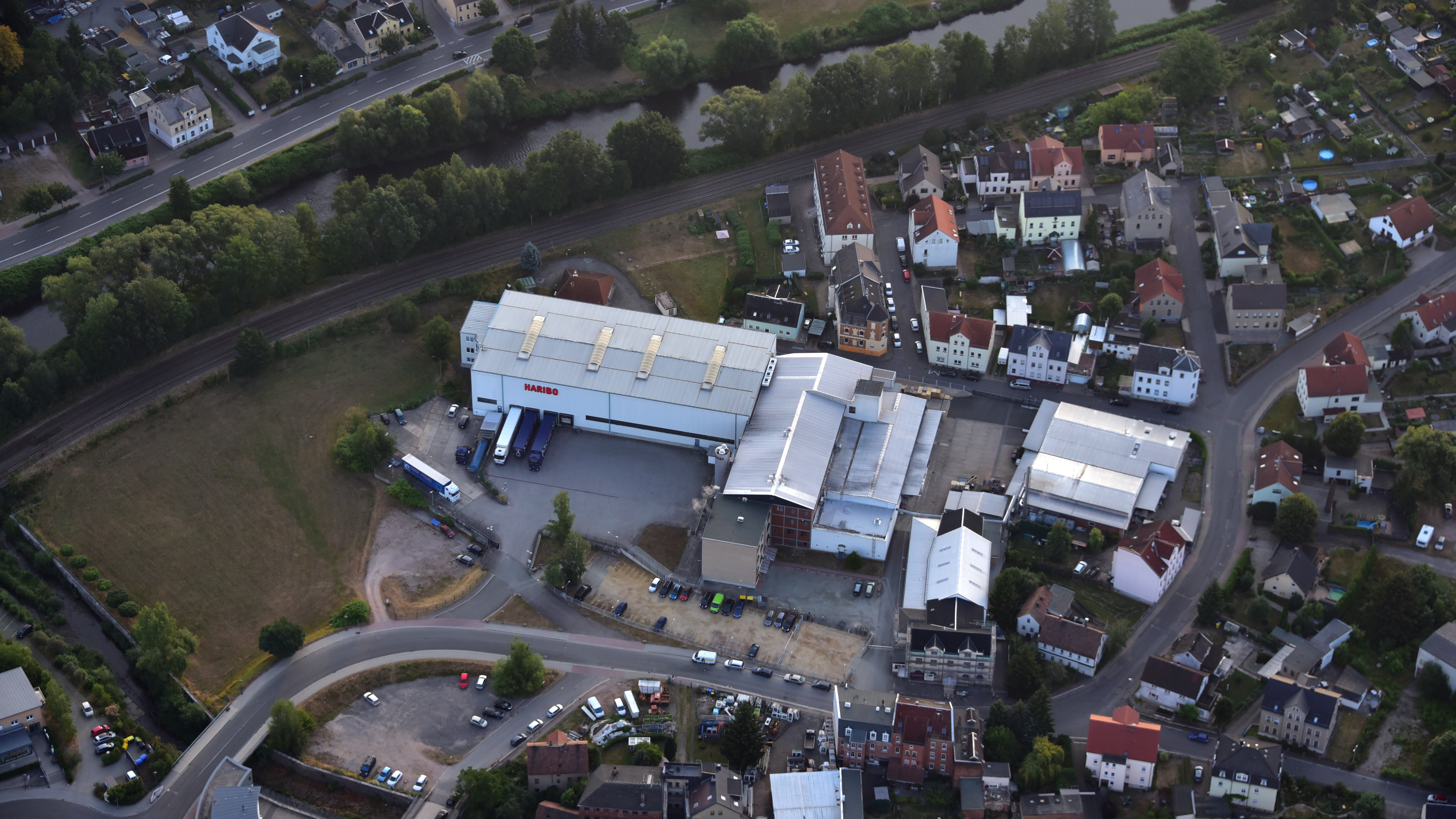
Wilkau-Haßlau, Haribo, Luftaufnahme (2018)

Die im Gewerbegebiet Schmelzbach ansässige Firma IndiKar Individuall Karosseriebau GmbH erregte 2009 mit der auf der IAA vorgestellten Konzeptstudie für einen Trabant nT bundesweite Aufmerksamkeit.

## Feuerwehr
1878 wurde die erste Freiwillige Feuerwehr in Wilkau gegründet. Sie bestand aus 78 Kameraden, die im Laufe der nächsten Zeit mit einem Gerätewagen, Anstelleitern, Stockleitern und einer Handdruckspritze ausgerüstet wurden. Unterstützt wurde die Freiwillige Feuerwehr zu Wilkau durch den Fabrikanten Dietel, in dessen Fabrikanlagen sich der Standort bis in die 1970er Jahre befand und der auch finanzielle Unterstützung bot.
Schließlich folgte am 7. August 1892 die Gründung der Feuerwehr Niederhaßlau im Gasthof „Zum Bogenstein“.
Am 19. März 1935 gaben die Freiwilligen Feuerwehren der Gemeinden Wilkau und Niederhaßlau in einer Vereinigungsversammlung nach der Stadtgründung Wilkau-Haßlau ihre Selbstständigkeit auf. Die neue Feuerwehr wurde in drei Kompanien aufgeteilt, zwei in Wilkau und eine in Haßlau. Im Jahr 1939 ging durch die Gemeindeauflösung von Bockwa eine weitere Feuerwehr mit entsprechender Technik in der Freiwilligen Feuerwehr Wilkau-Haßlau auf.
1999 wurden zwei weitere Feuerwehren durch die Gemeindegebietsreform, Silberstraße und Culitzsch, dem Feuerwehrwesen der Stadt Wilkau-Haßlau zugeführt. In den Folgejahren fanden umfangreiche Investitionen in die Feuerwehrhäuser und Ausrüstung der beiden neuen Ortsteilfeuerwehren statt.
Seit August 2011 steht im Stadtzentrum ein neuerrichtetes zentrales und modernes Feuerwehrhaus mit Wirtschaftsräumen, umfassendem Sozialtrakt und fünf Stellplätzen für Feuerwehrfahrzeuge zur Verfügung.

## Persönlichkeiten

### Söhne und Töchter der Stadt
- Ernst Kegel (1876 in Niederhaßlau – 1945), Chemiker, erster Doktoringenieur
- Johannes Jentsch (1881 in Wilkau – 1965), Forstwissenschaftler und Hochschullehrer
- Erwin Barth (1884 in Culitzsch – 1959), Journalist, Polizeipräsident von Hannover und Graveur
- Curt Lahr (1898 in Silberstraße – 1974), Leiter der Sächsischen Staatskanzlei und Präsident des Sächsischen Sparkassenverbands
- Max Dittrich (1889 in Wilkau – 1976), Polizist, Widerstandskämpfer gegen den Nationalsozialismus
- Walter Fischer (1905 in Wilkau – 1982), Journalist und Widerstandskämpfer gegen den Nationalsozialismus
- Georg Hartmann (* 1909 – nach 1952), nationalsozialistischer Ministerialbeamter
- Erhard Hippold (1909 in Wilkau – 1972), Maler
- Erhart Krumpholz (1912 in Wilkau – 2008), Motorradrennfahrer
- Kurt Meier (1914–1985), Politiker (SED) und Gewerkschafter
- Herbert Pilz (* 1919 in Niederhaßlau), Zeichner und Grafiker
- Konrad Golz (1936–2014), Grafiker und Kinderbuchillustrator
- Siegmar Gerber (1938–2022), Mathematiker, Informatiker und Hochschullehrer
- Dietmar Pohl (* 1943), Fußballspieler
- Thomas Hartmann (* 1947), Journalist
- Johannes Berthold (1954–2024), evangelischer Pfarrer, Theologe, emeritierter Professor und Autor
- Steffen Grummt (* 1959), Leichtathlet (Zehnkampf), 1985 wechselte er zum Bobsport und wurde Weltmeister.

### Persönlichkeiten, die mit der Stadt in Verbindung stehen
- Adolph Lobegott Peck (1766–1801), Pfarrer in Culitzsch
- Ernst Kleinhempel (1862–1934), Politiker (NLP), Gemeindevorstand in Wilkau
- Hermann Hugo Neithold (1862–1939), Kaufmann und Kunstsammler, Prokurist der Kammgarnspinnerei Heinrich Dietel
- Hugo Bethmann (1871–1936), Maschinenbauingenieur
- Klaus Matthäi (1935–1986), Grafiker und SED-Bezirkstagsabgeordneter